# Ailurofobie
Ailurofobie (Oudgrieks: αἴλουρος aílouros, kat en φόβος phóbos, angst/vrees) is een specifieke fobie, de ziekelijke vrees voor katten.
Mogelijk bestaat bij iedereen een zekere oerangst voor katten, omdat het roofdieren zijn, maar van een echte fobie is pas sprake als een persoon zo bang is dat hij katten zo veel mogelijk mijdt of in confrontatie met de dieren zelfs paniekaanvallen krijgt.
Meestal kan de fobie, die zich op ernstige wijze kan openbaren, met behulp van psychologische begeleiding worden verholpen. De wijze waarop dit gebeurt is afhankelijk van de persoon en de manier waarop de fobie is ontstaan.

## Mythes en  verhalen
Een oud verhaal gaat dat katten adem kunnen stelen; ze gaan op de borstkas liggen en nemen de adem weg. Dat klopt niet, maar de druk van het gewicht van een kat op de borst zou er wel voor kunnen zorgen dat de inspanning om adem te halen voor een lichamelijk zeer verzwakt persoon te groot wordt.